# Leandre Albareda i Petit

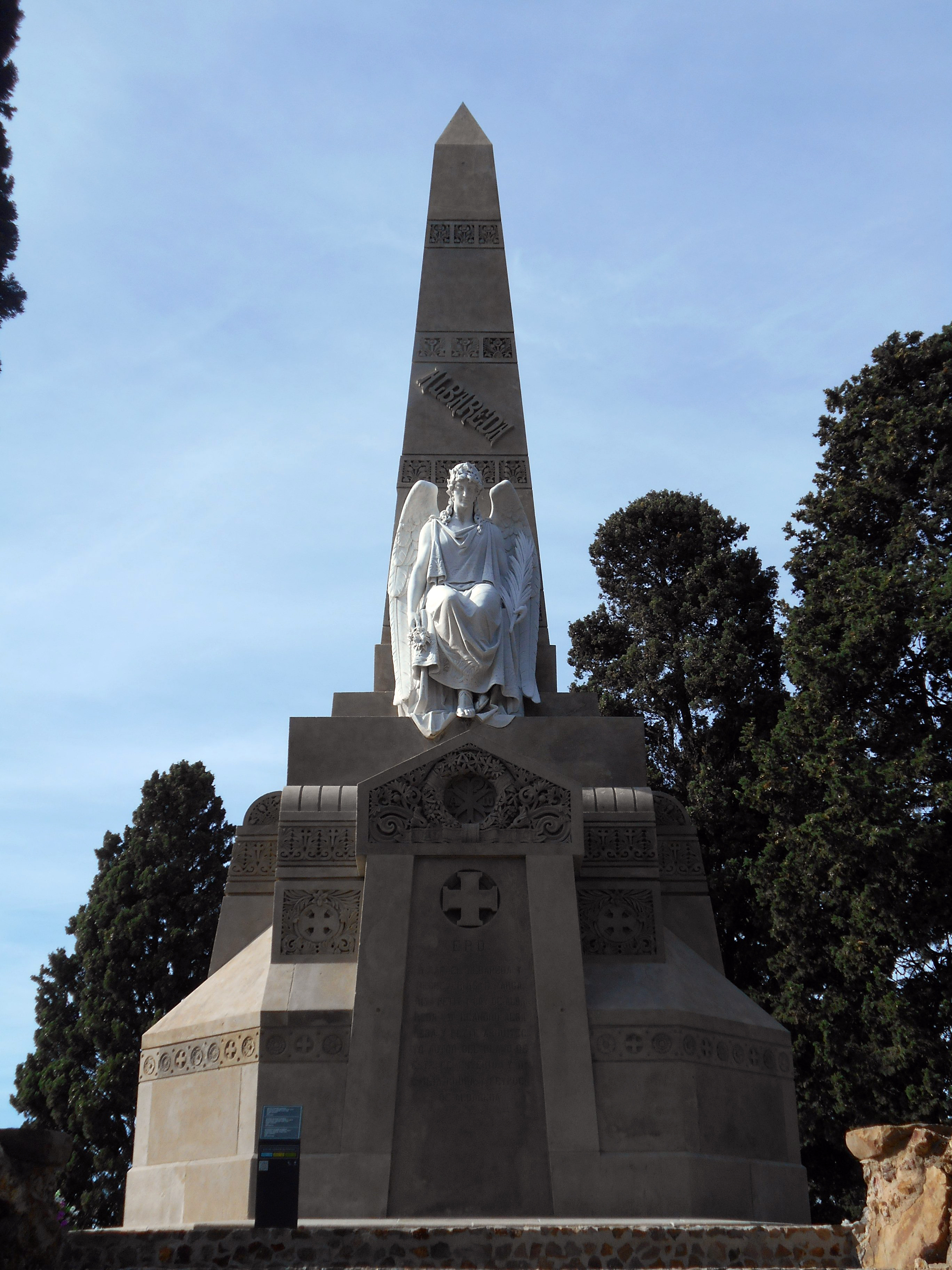
Panteó Albareda (1889), cementiri de Montjuïc

Leandre Albareda i Petit (Barcelona, 28 d'agost de 1852 - ibídem, 12 de juny de 1912) va ser un arquitecte i urbanista català. D'estil eclèctic, es va moure entre el neoclassicisme, l'historicisme i el modernisme.

## Biografia

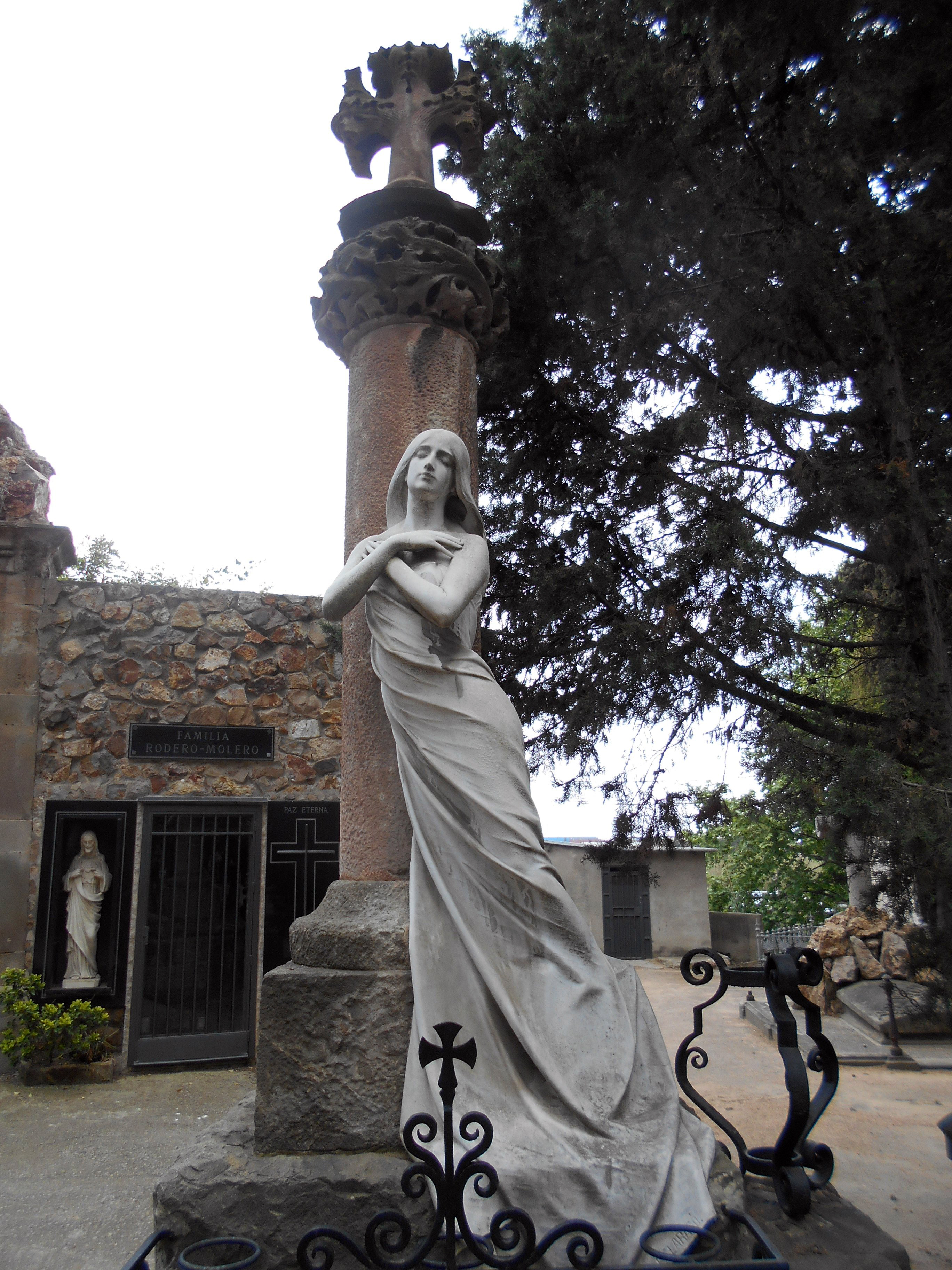
Tomba Leal Da Rosa (1903), cementiri de Montjuïc

Va néixer al carrer de la Baixada de Sant Miquel de Barcelona el 28 d'agost de 1852, fill únic de Rafael Albareda i Negrevernís (1831-1881), argenter de professió, i de Margarida Petit i Coy (1829-1887). Va estudiar a l'Escola Tècnica Superior d'Arquitectura de Barcelona, on va coincidir amb Antoni Gaudí, i s'hi va titular el 1877. Va ser arquitecte municipal de Barcelona, càrrec des del qual va emprendre diversos projectes, el principal dels quals va ser la creació del cementiri de Montjuïc el 1883, així com l'ampliació del cementiri del Poblenou el 1888.
Una de les primeres obres va ser la capella del Santíssim Sagrament a Sant Feliu Sasserra (1879), de planta rectangular, adossada al mur de l'església parroquial del poble, d'origen gòtic.
El 1880 va projectar la seu del Col·legi de Notaris de Catalunya al carrer del Notariat, 4 de Barcelona, un edifici neoclàssic bastit sobre els terrenys dels convents del Carme i d'Elisabets, ampliat posteriorment per Enric Sagnier i catalogat com a bé cultural d'interès local.

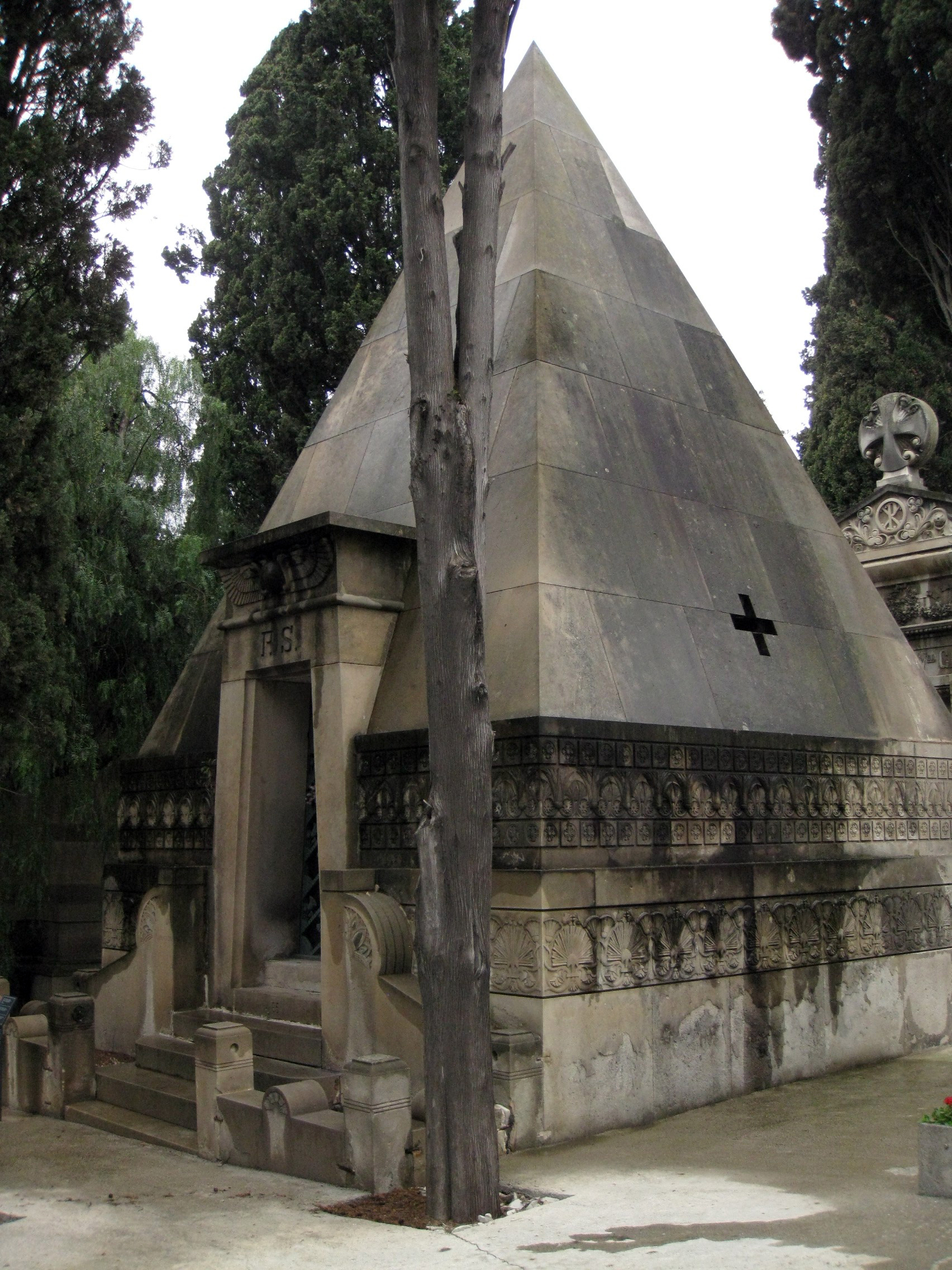
Panteó Pilar Soler (1894), cementiri de Montjuïc

El seu projecte principal va ser el disseny i la construcció del cementiri de Montjuïc, inaugurat el 17 de març del 1883. Situat a la falda sud de la muntanya de Montjuïc, té una superfície de 560 000 m² i 155 227 sepultures (l'any 2002). El seu tret arquitectònic més característic és l'eclecticisme, ja que conjuga elements neoclàssics i historicistes amb el nou modernisme que va sorgir cap al final del segle xix. El disseny del recinte es va basar en unes condicions òptimes d'assolellament i de ventilació, i malgrat el desnivell de la muntanya es va aconseguir de crear-hi un espai de tranquil·litat i de repòs. Al cementiri, Albareda mateix hi va construir diversos panteons i tombes: Està catalogat com a BCIL
- Panteó Albareda (1889): es tracta del panteó de la família de l'arquitecte, construït per ell mateix en col·laboració amb Antoni Rovira i Rabassa. D'estil neoegipci, està situat damunt d'un promontori, dalt d'una plaça circular amb escalinata, i té un pedestal troncopiramidal sobre el qual s'aixeca un obelisc amb una estàtua d'un àngel assegut, obra de Josep Campeny, i una decoració en relleu de Manuel Fuxà.[9]

- Panteó Pilar Soler (1894): també és d'estil neoegipci, un tret que aquí queda clarament evident amb la construcció d'una piràmide, feta de pedra de Montjuïc. La porta d'entrada presenta un fris amb les inicials de la difunta i amb un disc solar alat i voltat de dues serps, un altre motiu egipci. La decoració escultòrica és de Pau Deulofeu.[10]

- Tomba Leal Da Rosa (1903): d'estil modernista, el conjunt és presidit per una columna acabada en una creu, i una escultura d'una gràcil figura femenina de vestit llarg i cabells ondulants, amb els braços plegats i els ulls tancats, obra d'Enric Clarasó.[11]

- Panteó Anselm Coma (1904): una altra obra modernista, presenta un basament amb escalinata, flanquejada per dos discos amb les lletres gregues alfa i omega. Sobre aquest basament i damunt d'un pedestal hi ha l'escultura d'un àngel amb un ram de flors en una mà i una palma de la immortalitat a l'altra, obra de Rafael Atché.[12]

- Panteó Coromina (1906-1907): novament modernista, és un dels panteons més monumentals del cementiri, compost per una terrassa amb doble escalinata, damunt la qual se situa el sepulcre, presidit per un àngel amb les ales desplegades que assenyala el cel aixecant la mà dreta, obra de Rafael Atché. En destaca també el treball de forja de les baranes, de la fundició Argelaguet Damians, així com els vitralls de la cripta, de Rigalt i Granell.[13]

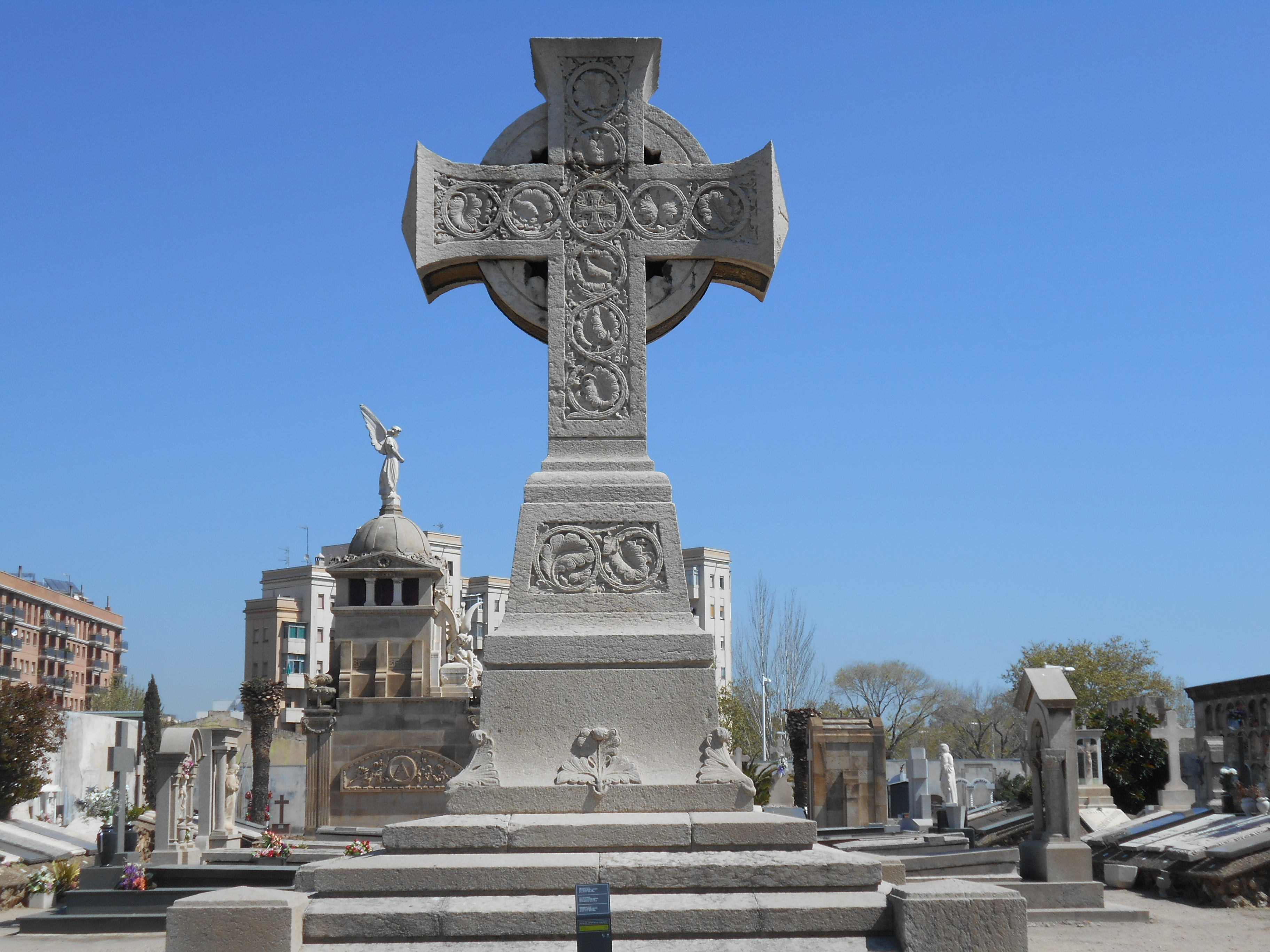
Creu celta del cementiri del Poblenou (1888)

El 1888 es va encarregar de l'ampliació del recinte d'accés al cementiri del Poblenou, que va delimitar amb un mur de 36 pilars d'obra i reixa perimetral, i hi va construir una segona porta d'accés, elaborada amb ferro de forja i flanquejada per dos alts pilars amb escultures de la Fe i l'Esperança, obra de Francesc Pagès i Serratosa. També hi va construir un tercer recinte, en un terreny que quedava entre el cementiri i la via del tren, amb una estructura anàloga a la de les illes de cases, amb una zona central de parterres enjardinats. Al cementiri hi té dues obres més:
- Creu celta (1888): es tracta d'una creu patent monumental d'estil cèltic de pedra de Montjuïc que presideix el tercer recinte del cementiri, el que va crear Albareda. Aquest espai havia estat una fossa comuna, per això la creu es va dedicar als morts anònims del cementiri. Se situa damunt d'una escalinata de cinc esglaons, i presenta una decoració esculpida en relleu d'elements vegetals, com ara espines, fulles i flors de cascall.[15]

- Monument a les víctimes de l'epidèmia de febre groga de 1821 (1895): es tracta d'una reconstrucció d'un monument original del 1823 obra d'Antonio Ginesi, erigit en memòria dels morts durant l'epidèmia del 1821 a Barcelona, uns 8 850. Fet de marbre blanc, presenta un cenotafi d'estil clàssic acabat en una columna amb una creu dalt de tot. A cadascun dels quatre costats del cenotafi hi ha una placa commemorativa: una en record de les víctimes, una altra en memòria dels regidors de l'Ajuntament morts per la febre groga, i dues de dedicades als col·lectius que més van participar en la lluita contra l'epidèmia, és a dir els metges i l'estament religiós.[16]

Es va casar el 15 de juliol de 1880 amb Emília Roura Peypoch (Montevideo, 1862 - Barcelona, 1922). Leandre Albareda va morir el 12 de juny de 1912 a Barcelona.